# Równina Gorzowska
Równina Gorzowska (314.61) – mezoregion fizycznogeograficzny w zachodnio-północnej Polsce, zaliczany ze względu na typ mezoregionów do sandrów w granicach ostatniego zlodowacenia z jeziorami w regionie nizin i obniżeń, przechodzący od północy w Pojezierze Myśliborskie, od wschodu w Pojezierze Dobiegniewskie, od południa w Kotlinę Gorzowską i od zachodu w Kotlinę Freienwaldzką.

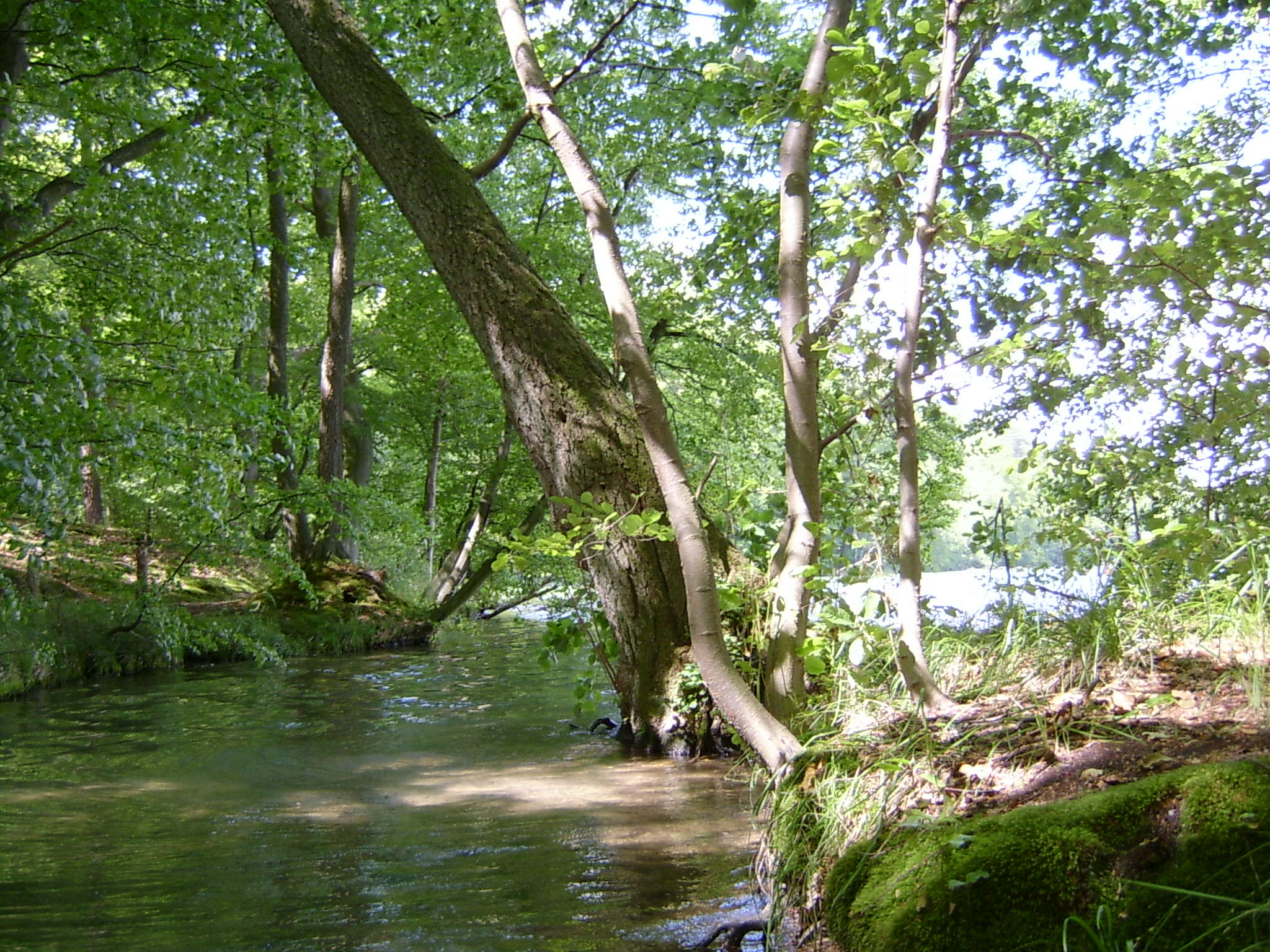
Puszcza Gorzowska

Obejmuje obszar około 1640 km², w większości równiny sandrowej fazy pomorskiej zlodowacenia północnopolskiego o wysokościach bezwzględnych do 60 m, gdzieniegdzie poprzerywanej morenami czołowymi, wznoszącymi się na wysokość do około 100 m.
Piaszczyste obszary sandrowe porastają lasy, w tym Lasy Mieszkowickie i Puszcza Gorzowska, w granicach której utworzono Barlinecko-Gorzowski Park Krajobrazowy. Równina poprzerywana jest dolinami dopływów Odry, z których do najważniejszych należą Myśla i Kurzyca.
W granicach mezoregionu utworzono rezerwaty przyrody, m.in.: „Buki Zdroiskie”, „Morenowy Las”, „Bogdanieckie Grądy”, „Bagno Chłopiny”.